# Perfume (banda)
Perfume ([パフューム Pafyūmu] Erro: {{japonês}}: o texto tem marcação itálica (ajuda)) é um girl group do gênero J-pop e electropop, originário de Hiroshima, Japão, composto por três integrantes Ayano Ōmoto (Nocchi), Yuka Kashino (Kashiyuka) e Ayaka Nishiwaki (A~chan). O grupo foi assinado com Amuse, Inc. desde 2003 e com Universal Music Japan desde 2012.
O grupo foi formado no ano de 2001, porém as jovens já possuíam uma parceria musical desde 2000 dentro da Escola Atores Hiroshima. Antes mesmo do grupo estrear, uma das integrantes da primeira geração, Yuuka Kawashima, saiu do grupo, alegando dedicar se mais aos estudos, e então, mais tarde Ayano Oomoto tornou se a terceira integrante do grupo. O primeiro single de Perfume foi Omajinai Perori, produzido por Pappara Kawai vendido apenas em Hiroshima. Viajaram para Tóquio e tornaram se membros da BEE-HIVE (um grupo semelhante aos da Hello! Project) onde assinaram contrato com a agência de gerenciamento Amuse.
Desde 2003, Perfume vem sendo produzido por Yasutaka Nakata, fundador do grupo Capsule e da gravadora Contemode. Por volta de 2003 o estilo original do grupo pós-indies começou a fazer uma transição para música eletrônica, dance music e dance-pop, influenciado pelos synthpop e chiptunes dos anos 80, e incorporando Auto-Tune, vocoders e electro house. Tornou se reconhecido nacionalmente em 2005, e entrou nas paradas musicais da Oricon em 2007 com o single "Fan Service (Sweet)" com a canção "Chocolate Disco", tornando se um divisor de águas para o grupo. O grupo é muitas vezes comparado à banda Yellow Magic Orchestra e a Aira Mitsuki. Devido ao seu sucesso, Perfume inspirou diversas novas artistas femininas como Aira Mitsuki, immi, Mizca, SAWA, Saori@destiny e Sweet Vacation a incorporar a música electropop.
Em 19 de dezembro de 2016, a revista Rolling Stone adicionou o COSMIC EXPLORER à lista "20 Melhores Álbuns Pop de 2016", lugar #16.

## Integrantes

### Atuais

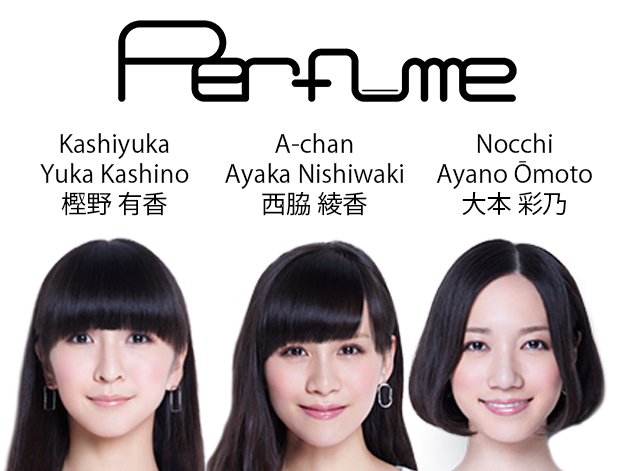
Membros do grupo Perfume

| Nome artístico | Nome artístico | Nome de nascimento | Nome de nascimento         | Data de nascimento                |
| Romanização    | Hiragana       | Romanização        | Kanji                      | Data de nascimento                |
| -------------- | -------------- | ------------------ | -------------------------- | --------------------------------- |
| Kashiyuka      | かしゆか       | Yuka Kashino       | 樫野有香 (Kashino Yuka)    | 23 de dezembro de 1988 (36 anos)  |
| A~chan         | あ～ちゃん     | Ayaka Nishiwaki    | 西脇綾香 (Nishiwaki Ayaka) | 15 de fevereiro de 1989 (36 anos) |
| Nocchi         | のっち         | Ayano Ōmoto        | 大本彩乃 (Ōmoto Ayano)     | 20 de setembro de 1988 (36 anos)  |

### Ex-integrantes
| Nome artístico | Nome artístico | Nome de nascimento | Nome de nascimento         | Data de nascimento              |
| Romanização    | Hiragana       | Romanização        | Kanji                      | Data de nascimento              |
| -------------- | -------------- | ------------------ | -------------------------- | ------------------------------- |
| Kawayuka       | かわゆか       | Yuuka Kawashima    | 河島佑香 (Kawashima Yuuka) | 5 de novembro de 1988 (36 anos) |

## Nome e logotipo
No inicio da carreira do grupo, seu nome original era escrito em hiragana, " ぱふゅ~む " ou "ぱふゅ→む", incorporado no ano 2000 pelas integrantes, Ayaka Nishiwaki ("A ~ chan"), Yuka Kashino ("Kashiyuka"), e Yuka Kawashima ("Kawayuka"), seu significado está ligado aos nomes das antigas integrantes que possuem o Kanji 香(ka) que significa fragrância entre os japoneses. 
Porém com a saída de Kawayuka do grupo e a entrada de Nocchi, seu nome mudou seu significado, como explicou A~chan:
| “ | "A fragrância do perfume pode acalmar seus sentimentos ou fazer você se sentir feliz. Queremos ser artistas." | ” |

O grupo porém utilizava a mesma logo, mas na primavera de 2003, elas se mudaram para Tóquio e assinaram um contrato com a gestão da Amuse Inc. E em seguida reformuram sua logo e seu nome que passou para o inglês. 

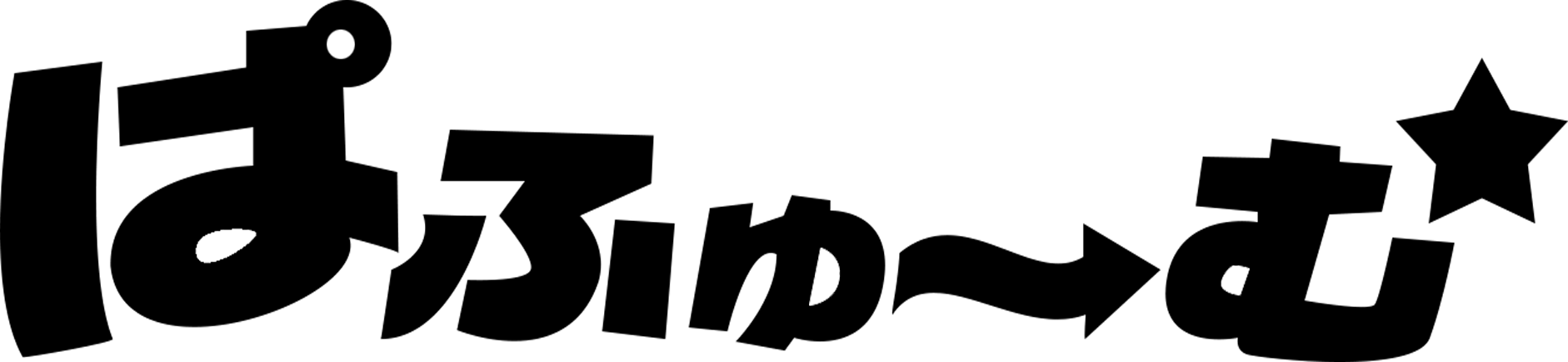
2000 - 2002
2003 - atual

## História

### 2000-2003: Primeiros anos e estréia local

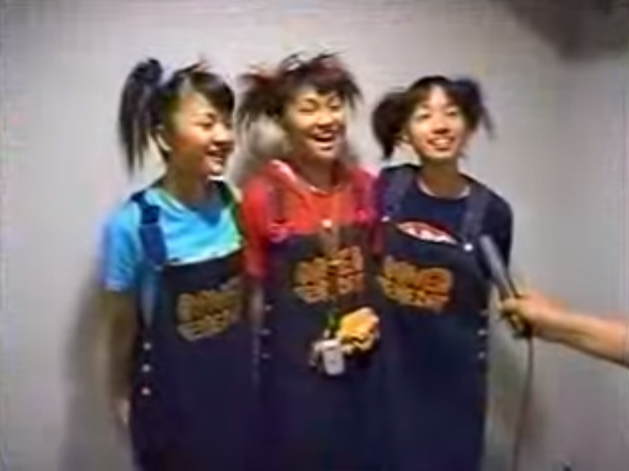
Perfume em suas apresentações em 2001

Na primavera do ano 2000, Ayaka Nishiwaki (A~chan), Yuka Kashino (Kashiyuka) e Yuuka Kawashima (Kawayuka), formaram um grupo em suas cidades natais de Hiroshima, Japão. Como todas as integrantes tinham o mesmo kanji (香, de kaori) em seus nomes (que significa fragrância, perfume), decidiram chamar o grupo de "Perfume", escrito em hiragana (ぱふゅーむ Pafyūmu). Poucos meses depois, Yuuka Kawashima decidiu sair do grupo alegando dedicar-se aos estudos. Porém as outras duas integrantes decidiram seguir a carreira musical. No mesmo ano, seguindo o conselho da mãe, A~chan foi a procura de uma terceira integrante e Ayano Ōmoto (Nocchi), que anteriormente pertencia a outro grupo da mesma escola de talentos conhecido como "Happy Baby", e que já havia compartilhado o palco com o grupo, juntou-se como substituta no verão de 2001. O novo grupo frequentava a Escola de Atores de Hiroshima. 
Em 2001, o grupo estreou apenas em Hiroshima com o single "OMAJINAI★Perori" em março, e mais tarde, foi lançado o single "Kareshi Boshuuchuu", em novembro através da gravadora Momiji. Os dois singles foram produzidos por Pappara Kawai, com o típico gênero idol music, com diversão e energia. Por volta desta época, a coreógrafa Mikiko que viria a coordenar todas as coreografias do grupo a partir deste ponto, entrou para a equipe.

### 2003-2005: Bee-Hive em Tóquio

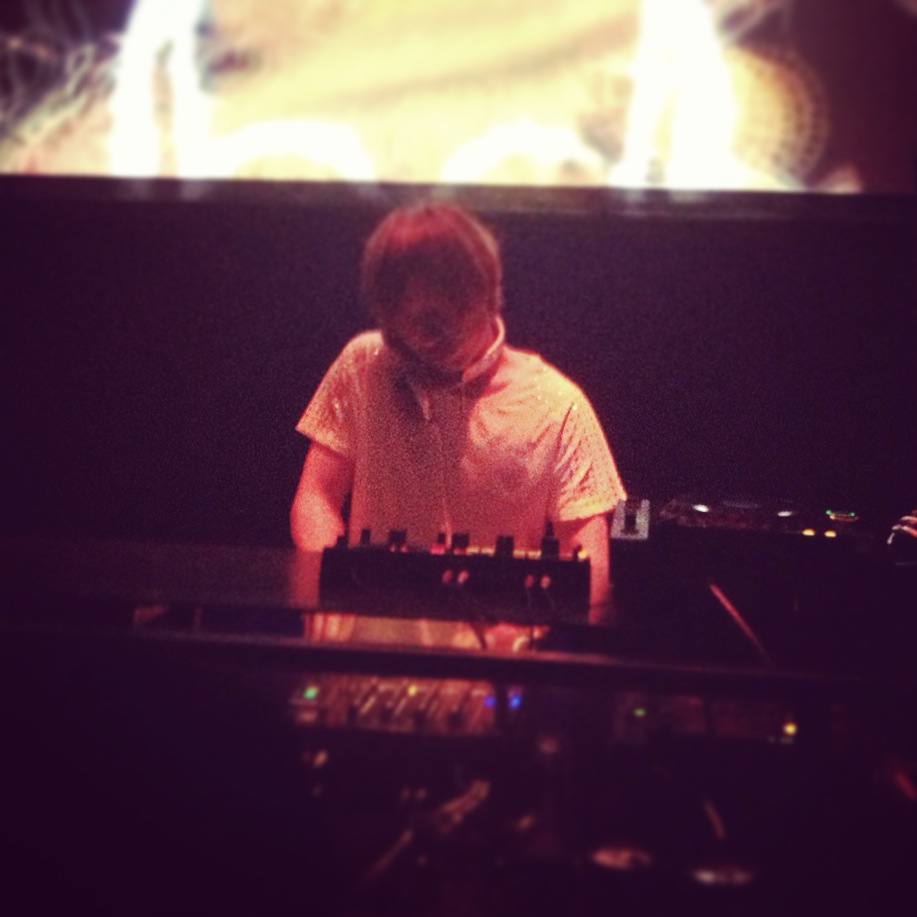
Yasutaka Nakata foi o responsável pela mudança de gênero musical do grupo.

Ao se formarem na Escola de Atores de Hiroshima o trio partiu para Tóquio, tornaram-se parte do Bee-Hive, um grupo semelhante ao Hello! Project e assinaram com o escritório de gerenciamento Amuse Inc.. Na cidade de Tóquio o grupo conheceu Yasutaka Nakata, do Capsule, que se tornou seu produtor. Entre os anos de 2003 e 2004, elss lançaram "Sweet Donuts", "Monochrome Effect" e "Vitamin Drop", singles indies lançados pela gravadora produzida pela Bee-Hive Records. Foi também durante este tempo que o grupo teve suas três primeiras performances ao vivo. Devido ao seu poder animador nas pessoas, ganharam maior valorização entre os fãs. Mesmo assim, nenhum de seus lançamentos se tornaram sucessos no Japão. Mais tarde devido aos baixos índices nas paradas de sucesso de seu país, corriam o risco de serem descartadas de sua gravadora, mas o escritório de gestão fez a escolha de dar mais uma chance ao grupo, fazendo grandes transformações para uma nova estreia. 
Entre 2004 e 2005, Perfume decidiu atuar em Akihabara. En 2005, o grupo participou de um projeto do  Uchimizu Mission Project, chamado de Akihabalove, juntamente com a dubladora DJ Momo-i, que na época fazia parte do grupo UNDER17. O single Akihabalove foi lançado juntamente com um DVD e vídeo promocional apenas no evento. Elas costumavam realizar performances na rua, sendo consideradas as "ídolos de Akiba-kei"

### 2005-2007: Estreia com a Tokuma Japan Communications
Em 21 de setembro de 2005, o grupo mudou para a gravadora Tokuma Japan Communications, onde lançaram o single "Linear Motor Girl", que obteve a posição #99 na Oricon. Em seguida foram lançados os singles "Computer City "e "Electro World" em 2006. Devido a estes singles o grupo tornou-se conhecido na internet em sites como Youtube. O estilo único também levou o grupo a ser chamado com O futuro do technopop. No entanto, nenhuma das três versões foi um sucesso sólido.
Em 2 de agosto de 2006, Perfume lançou o primeiro álbum, a compilação "Perfume ~Complete Best~" juntamente com uma nova música, "Perfect Star, Perfect Style". Elas promoveram o álbum em pequenos eventos em lojas e nas ruas, entregando pessoalmente panfletos aos transeuntes. O álbum chegou ao #33 nas paradas da Oricon (mais tarde subindo para #25 com o lançamento do segundo álbum GAME). O lançamento desta compilação causou preocupação aos fãs de que o fim do grupo estava próximo como habitualmente, pois grupos que lançam álbuns best-of antes de terem um grande sucesso são dissolvidos logo depois.
Em 20 de dezembro de 2006, Perfume lançou o single digital, "Twinkle Snow Powdery Snow". A canção apareceu mais tarde em seu single "Fan Service [sweet]". Um dia depois, Perfume teve um concerto ao vivo no Harajuku Astro Hall que mais tarde foi gravado e lançado como "Fan Service [bitter]".

### 2007-2008: Sucesso Comercial e EraGAME
Enquanto quase todas as integrante do BEE-HIVE eram descartadas pela Amuse Inc. foi dada à Perfume a oportunidade de lançar mais um single. Em fevereiro de 2007, ela lançaram "Fan Service [sweet]" com a divertida faixa dançante "Chocolate Disco". Este foi o ponto de virada em que a sorte do grupo começou a mudar. Embora as vendas de "Fan Service [sweet]" não fossem estelares, "Chocolate Disco" chamou a atenção de um artista já bem estabelecido na indústria do J-pop, Kimura Kaela. Kimura então tocou a música em seu programa de rádio de forma consistente. Enquanto escutava o programa de rádio de Kimura, um diretor comercial de nome Akira Tomotsugi notou a Perfume e decidiu usar as três garotas em seu próximo anúncio de tv.

GAME, primeiro álbum do grupo

Em 1 de julho de 2007, o comercial sobre reciclagem da campanha nacional da NHK foi ao ar, com Perfume e sua nova canção, "Polyrhythm". O comercial deu à Perfume a exposição que elas nunca tinham sonhado antes. Posteriormente, seu próximo show lotou, Perfume ~Complete Best~ chegou ao #1 na paradas da Amazon CD e Perfume se tornou o primeiro idol group a performar no festival de música Summer Sonic.
Em 12 de setembro de 2007, Perfume lançou seu décimo single "Polyrhythm". Ele alcançou a posição #4 nas paradas dirárias de single da Oricon e subiu para #7 nas paradas semanais. Este é conhecido como o início da fama nacional de Perfume.
Em 2008, o grupo seguiu o sucesso de "Polyrhythm" com "Baby cruising Love / Macaroni". O single alcançou a posição #3 na Oricon semanal e vendeu 50 mil cópias.
Em 16 de abril de 2008, Perfume lançou seu primeiro álbum de estúdio original, GAME. O álbum atingiu o #1 na Oricon após sua liberação, fazendo de Perfume o primeiro grupo de technopop a conseguir isto desde Yellow Magic Orchestra em 1983. Surpreendentemente, no tempo de seu lançamento do álbum, Perfume ~Complete Best~, "Polyrhythm" e "Baby cruising Love / Macaroni" todos reentraram nas paradas da Oricon. O álbum vendeu mais de 450 mil cópias e foi certificado disco dupllo de platina.
Após o lançamento de álbum, a Perfume First Tour "GAME" foi anunciada. O grupo percorreu 10 cidades e esgotaram todos os ingressos.Na data final da turnê, Perfume anunciou que faria um show de 2 dias no prestigiado Nippon Budokan em novembro de 2008, bem como a data de seu próximo single, "love the world". O single, lançado em 9 de julho de 2008, se tornou a primeira canção de technopop a alcançar sempre o #1 nas paradas da Oricon.

### 2008-2009: Era Triangle

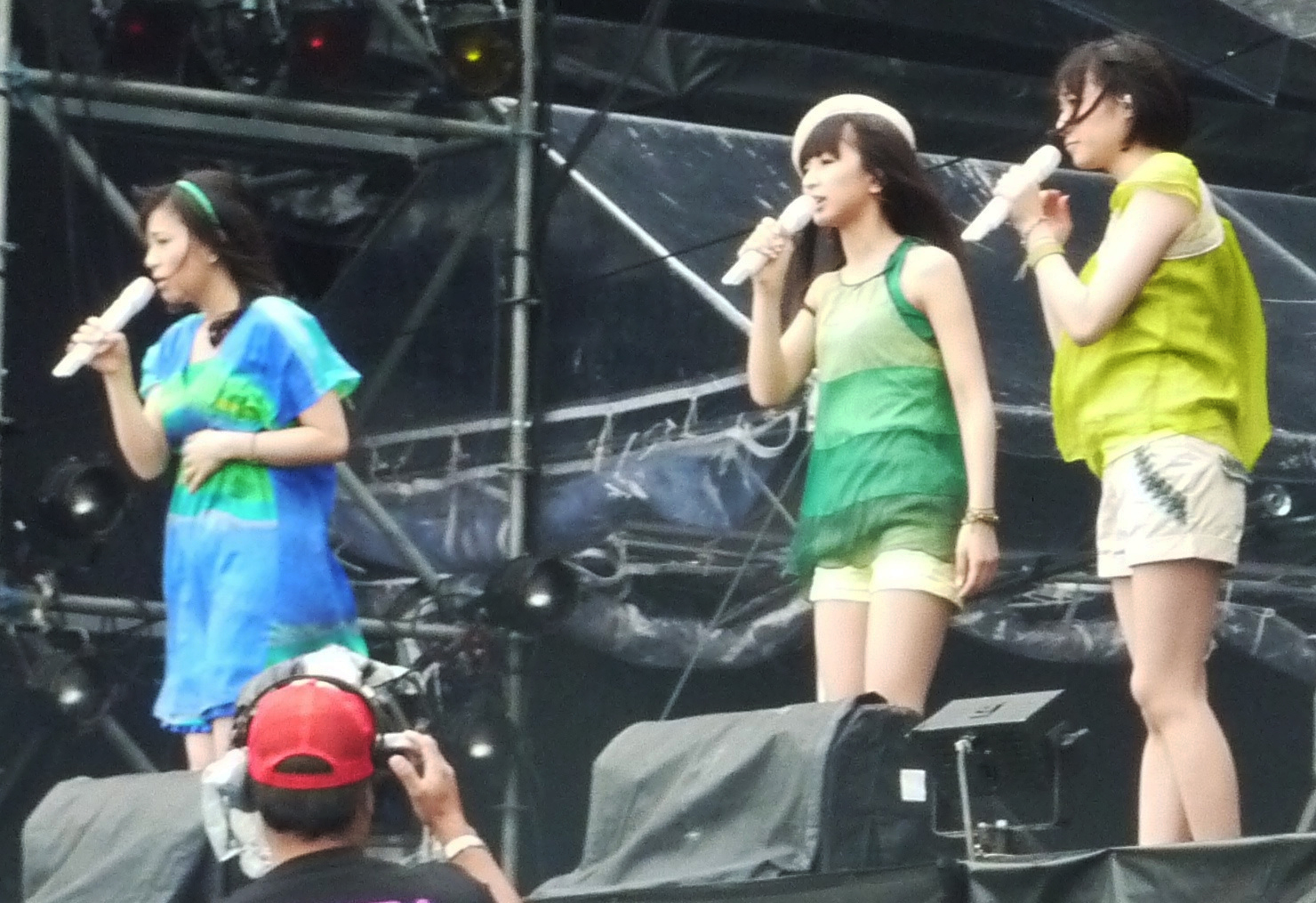
Perfume em uma apresentação no Rock in Japan Festival em julho de 2009.

No dia  9 de julho de 2008 o single "Love the World", a canção tornou se a primeira a conquistar a posição #1 do gênero musical technopop na Oricon. Em outubro de 2008 a primeira turnê, GAME, foi anunciada, o lançamento do DVD da turnê no Japão alcançou o #1 em vendas , o grupo destacou se entre famosos como: Koda Kumi e Namie Amuro.
Perfume então realizada no Budokan, durante 2 dias, 6 de Novembro e 7. O ano de 2008 terminou com o lançamento de seu 13º single, " Dream Fighter ", que alcançou o número 2 nas paradas. Eles também foram escolhidas para cantar na 59th da NHK Kōhaku Uta Gassen , o fim de prestígio do programa de TV ao vivo ano .
Em 25 de março de 2009, Perfume lançou o seu 14º single, "One Room Disco". O único número alcançado 1 nas paradas. Em abril de 2009, Perfume começou a transmissão de um programa de comédia intitulado Perfume Chandelier House. Em 08 de julho de 2009, o grupo lançou seu "80s-temáticos" terceiro álbum, triângulo . O álbum foi outro número 1 hit para Perfume, vendendo mais de 300.000 cópias. Perfume em seguida, passou a sua segunda turnê nacional, a fim de promover o álbum.

### 2010-2011: Era JPN e reconhecimentos
Em 2010, Perfume lançou " Fushizen na Girl/ Natural ni Koishite ", que alcançou o #2 lugar nas paradas. Eles foram em uma turnê do fã-clube exclusivo, intitulado 10th Anniversary Fan Club Tour  e também anunciaram que elas teriam um show no Tokyo Dome intitulado "1 2 3 4 5 6 7 8 9 10 11. ", Perfume participou de um comercial para a Pepsi para a campanha NEX no Japão. Nesse comercial, realizaram uma pequena versão da canção Lovefool por The Cardigans. Em 11 de agosto de 2010, Perfume comemorou seu 10º aniversário com o lançamento de seu 16º single, "VOICE ", que foi usado para uma campanha publicitária da Nissan.

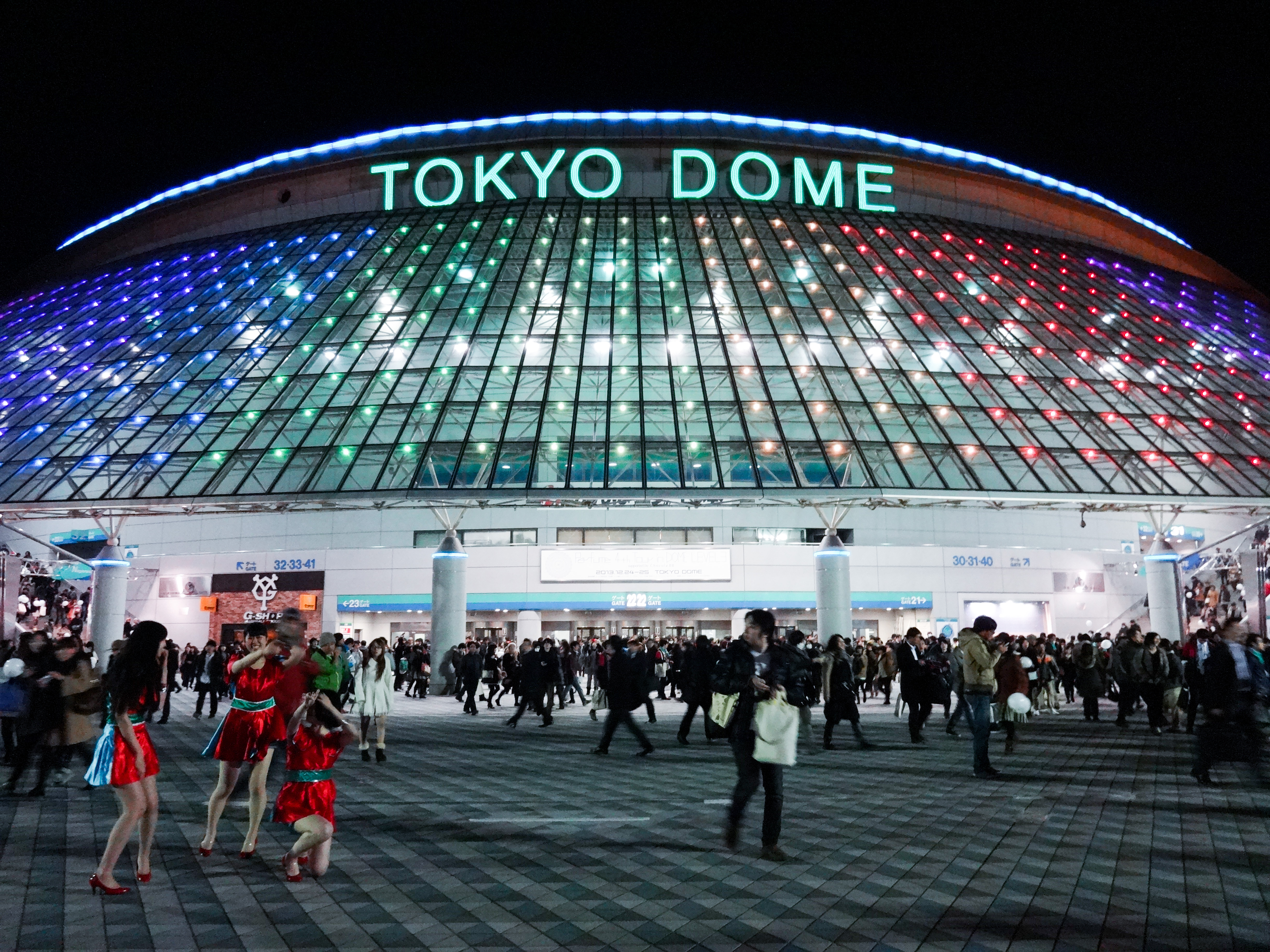
Dia da apresentação de Perfume no Tokyo Dome.

Show do Perfume no Tokyo Dome como parte de seu aniversário de 10 anos marcou apenas a segunda vez que um grupo só de mulheres tinha realizado um concerto no local desde o grupo SPEED . Os ingressos para o show foram vendidos nos bilhetes de um dia foram liberados . A demanda pelos ingressos foi tão grande que ingressos extras foram impressos. Perfume realizou seu show para 50.000 visitantes. No final do show, foi anunciado que Perfume compareceria os Mnet Asian Music Awards, como um dos representantes para o Japão ao lado R&B duo Chemistry. Foi a primeira apresentação no exterior de Perfume. Depois do concerto, um novo single intitulado "Nee" que foi lançado em 10 de novembro de 2010, e como "Natural ni Koishite", e um vídeo clipe exclusivo para a marca de vestuário japonesa "Natural Beauty Basic". O single estreou na #2 posição nas paradas musicais japonesas, com vendas na primeira semana de 85.164, suas maiores vendas na primeira semana de singles até à data. Em 28 de novembro de 2010, Perfume recebeu o "Prêmio de Melhor Artista da Ásia" no Mnet Asian Music Awards em Macau pela performance no single "Nee" e "Chocolate Disco". O DVD de "1 2 3 4 5 6 7 8 9 10 11" performance ao vivo no Tokyo Dome foi lançado em 9 de fevereiro de 2011. Desde 02 de fevereiro, 2011, uma nova canção "Laser Beam" foi destaque nos anúncios intitulado "Hyōketsu Dance" e "Hyōketsu Ice Music" para a Kirin 's chūhai. Apesar de ter sido anunciado em 3 de março de 2011, que seu próximo single seria lançado apenas em 20 de abril de 2011, no site oficial anunciou em 1 de abril de 2011, que o novo single seria um único double a-side de " Laser Beam / Kasuka na Kaori " e o lançamento foi suspensa me 05 de maio de 2011 , devido ao terremoto no Japão em 2011 . A nova data de lançamento do single foi então definido para ser em 18 de maio de 2011.
Em 2011, sua canção hit "Polyrhythm" foi destaque na Pixar no filme Carros 2 . A canção também foi incluída na trilha sonora do filme. Perfume foi convidada e participou da estréia mundial de Carros 2 em Los Angeles em 18 de junho de 2011. Quando o filme foi lançado, a popularidade do perfume começou a disparar mais rápido do que o ritmo de seu trabalho. Além disso, Perfume fez um segundo comercial de TV para Kirin, "Hyōketsu Sparkling", com uma nova canção, "Glitter".

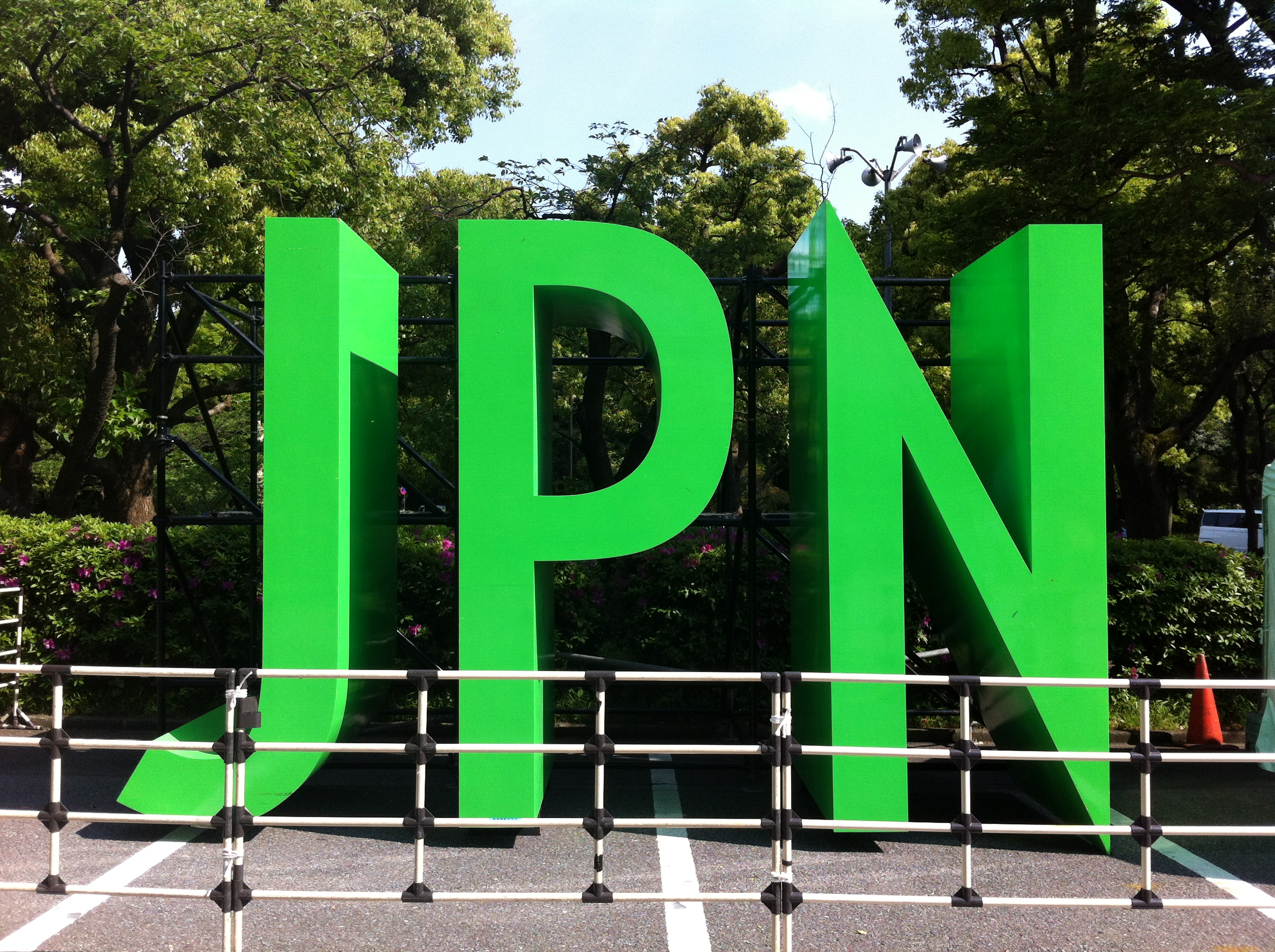
Logo do álbum JPN para JPN tour.

Em 5 de setembro de 2011, Perfume anunciou que irá lançar seu quarto álbum, JPN , em 30 de novembro de 2011. Antes do álbum foi lançado o novo single ititulado de  "Spice" em 2 de novembro de 2011.
Em 15 de outubro de 2011, Perfume e a banda japonesa AAA representou o Japão como artistas para o Festival da Canção da Ásia de 2011, que foi realizada em Daegu , Coreia do Sul. Elas se apresentaram ao lado do grupo sul-coreana atua Super Junior , Girls' Generation , Beast e Lee Seung-gi , os cantores chineses Bibi Zhou e Leo Ku  e o cantor taiwanês Peter Ho e a tailandesa Tata Young.

### 2013: Avanço internacional e LEVEL3
Em 27 de fevereiro de 2013, Perfume lançou seu 17º single, intitulado " Mirai no Museum ". A faixa-título foi usada como música tema do do filme do anime Doraemon, "Nobita no Himitsu Dōgu Museum". O single chegou a #2 na Oricon, tornando-se 12ª consecutiva single Top 3 do grupo. A partir de 29 maio - 18 junho, o grupo realizou uma turnê intitulada "Zutto Suki Datta'n'jake: Sasurai no Men Kata Perfume Fes!!" utilizando uma "batalha das bandas " estilo de performance com três outros artistas diferentes: Kazuyoshi Saito , Tamio Okuda , e Maximum the Hormone . O passeio consistiu de seis performances que foram realizadas no Zepp salas de música em Tóquio, Nagoya e Osaka. Perfume também se apresentou ao vivo no Ultra Music Festival na Coreia do Sul em 14 de junho.

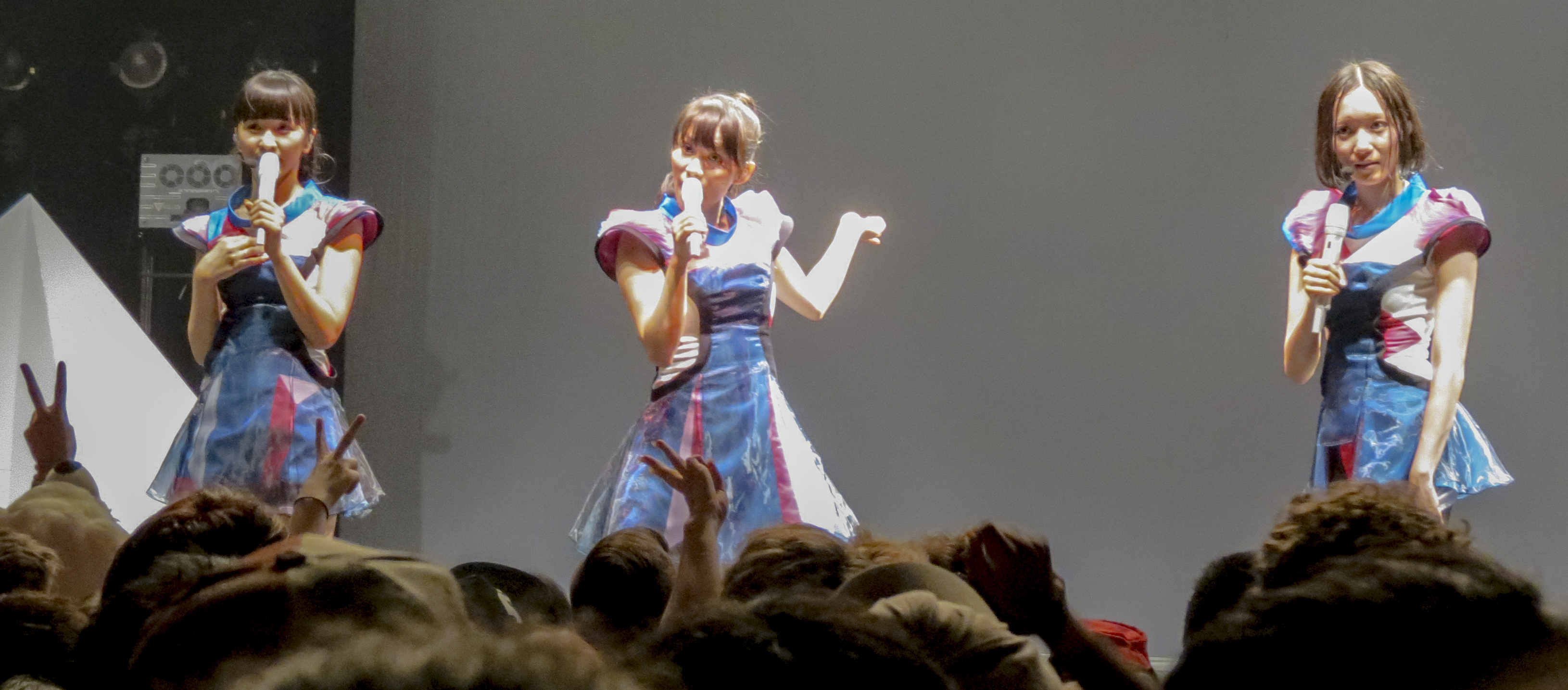
Perfume em em sei 1º World Tour (2013)

Em 22 de maio, Perfume lançou seu segundo single de 2013, intitulada "Magic of Love", lançando, simultaneamente, o DVD ao vivo Perfume 1ª World Tour , que cobriu seu desempenho recente em Singapura, de sua turnê mundial. Em 20 de junho de 2013, perfume foi convidado para Cannes  , onde apresentou o "Perfume Global Site Project", que recebeu o Prêmio Leão de Prata na categoria Cyber Lions, e realizou uma versão especial de "Spending All My Time".Em julho de 2013, o grupo começou sua segunda turnê mundial, em que se realizou concertos em Colônia , Londres e Paris . Em 19 de junho, Perfume anunciou o lançamento de seu quarto álbum de estúdio, intitulado Level3 para 2 de outubro de 2013, o seu primeiro álbum de estúdio com a Universal Music Japan. Em 6 de outubro, uma nova canção intitulada "Party Maker" começou a ser promovido em comerciais de TV para a marca Eisai para o produto Chocola BB Sparkling. Em 14 de agosto de 2013 Perfume realizada no programa especial da TV NHK "Minna wo Tsunagu Mahou no Melody" , com uma canção da Disney, até mesmo como um outro artistas. Em 27 de novembro de 2013, o seu 19º single "Sweet Refrain" foi lançado. A canção foi usada como música tema para a TV Asahi para o dorama, Toshi Densetsu no Onna 2 , que começou a transmitir em 11 de outubro de 2013.

### 2014: Perfume FES!! 2014, 5ª Tour "Gurungurun" e "3º World Tour "
Em 22 de fevereiro de 2014 Perfume foi convidada para se apresentar no 9º KKBOX Music Awards, em Taiwan . Eles também anunciaram a esteia do Perfume FES!! 2014 (que decorreu de 15 a 20 de março) utilizando um 'Battle of the Bands' estilo de performance novamente com oito outros artistas diferentes, tais como 9nine , Tokyo Ska Paradise Orchestra , e Rip Slyme . Consistiu de nove performances em Tóquio, Hiroshima, Shizuoka, Ishikawa, Kagawa e, finalmente, Seoul (Coreia do Sul). 
Em 30 de abril, o grupo anunciou através de seu fâ-clube que eles planejam lançar um novo single no verão de 2014, o que seria seu 20º single major rótulo desde de sua estréia grande gravadora com "Linear Motor Girl".  No ao mesmo tempo que anunciou a sua quinta turnê, intitulada "Perfume 5º tour 'Gurungurun'". O passeio é intitulado "Gurungurun" (que significa rodada e volta) para representar longa viagem de Perfume ao redor do Japão para este tour, com 14 datas em 7 cidades. 
Em 27 de maio, Perfume anunciou que iria lançar seu novo single " Cling Cling " em 16 de julho, juntamente com 3 outras canções. Também foi afirmado que "Cling Cling" será utilizado em uma novo comercial de da marca Chocola BB.  Em 24 de junho, Perfume anunciou sua próxima turnê mundial intitulada "3ª Perfume World Tour " a partir de 31 de outubro a 15 de novembro em países como Taiwan , Singapura , o Reino Unido.  Em 16 de julho, Perfume lançou "Cling Cling", que foi o seu 20º single, juntamente com 3 outras faixas, intitulado "Hold Your Hand" ( o que seria o tema do drama "Silent Poor"), "Display" (usado com um tie-in com Panasonic 4K), e "Ijiwaru na Olá".  a canção "Hold Your Hand" usou fãs do grupo em todo o mundo que contribuem com fotografias de suas mãos com várias letras e cartas escritas sobre eles. As imagens foram compiladas em um vídeo da música final.

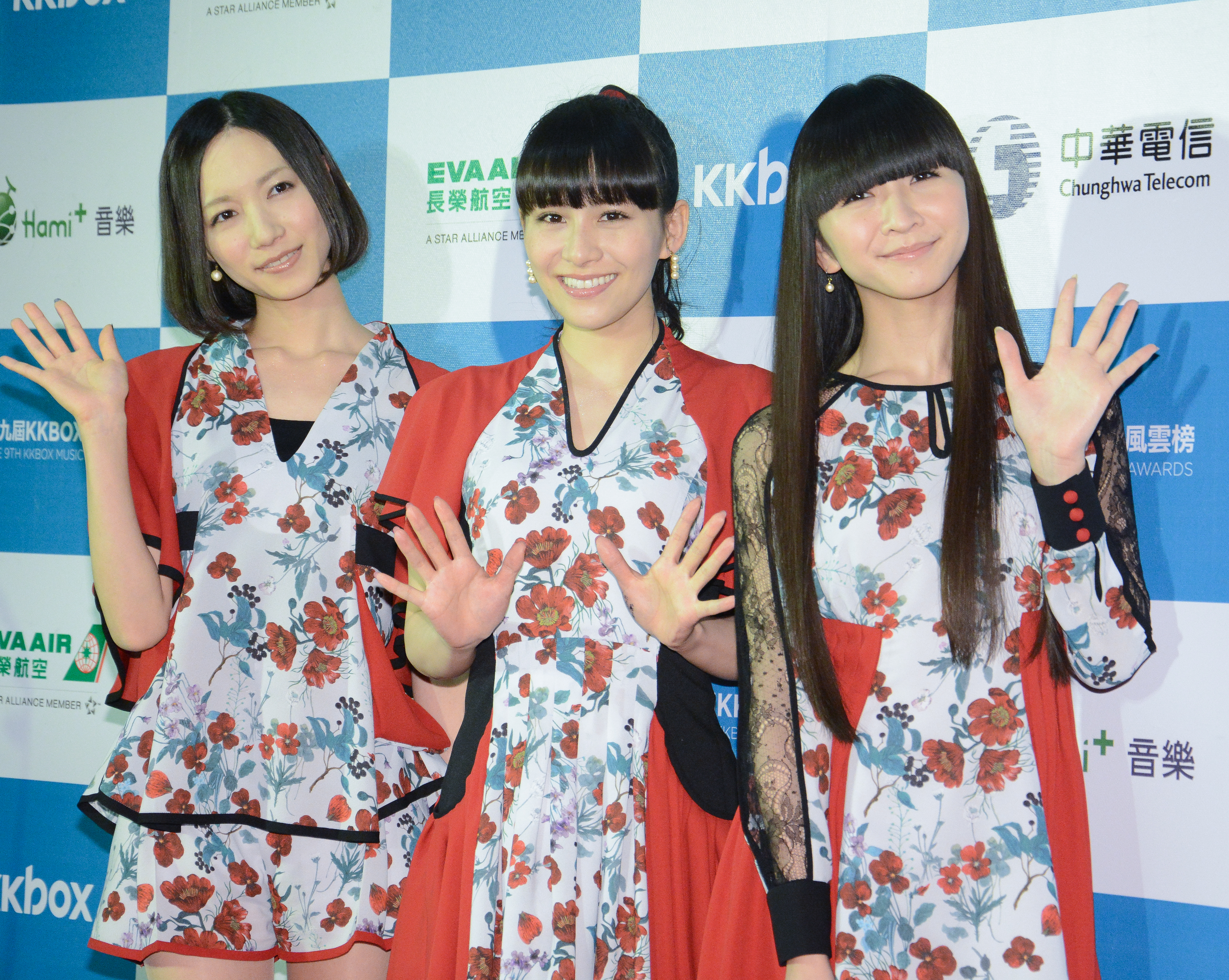
Perfume em KKBOX Music Awards, Taiwan, 2014.

O grupo lançou uma edição Bonus de seu álbum Level 3 em 7 de outubro, com o rótulo de Astralwerks . Esta edição inclui duas novas combinações de seu single de gastar todo o meu tempo . [63] A canção de Perfume "Hurly Burly" foi o tema final do curta-metragem "FIXAÇÃO dias." [64] [65] O grupo fez uma participação especial no OK Go 's I Will not Let You Down vídeo.

### 2015 - 2016: SXSW, 15º aniversário, "We Are Perfume", "Cosmic Explorer"
Perfume voltou para os Estados Unidos em março de 2015 e apareceu no SXSW em 17 de março. Sua aparência incluiu a estreia de uma nova música, "Story", e o desempenho recebido elogios para a tecnologia utilizada e os visuais futuristas. 
Em 29 de abril de 2015, o Perfume lançou o single Relax In The City / Pick Me Up, grupo OK Go fez uma participação especial no vídeo da música para "Pick Me Up" .
Entre os dias 21 até 30 setembro, o grupo começou uma série de dez dias de eventos para comemorar seu 15º aniversário como um grupo. Os eventos incluídos "PTA summit" em 21 de setembo ", Perfume FES!!  2015" em 22 de setembo, "3rd Perfume Dance Contest" em 23 de setembo, e uma série de concertos intitulada "3: 5: 6: 9" ( pronuncia-se "San: Go: Roku: Kyu") um trocadilho com " sugoroku ", que em português quer dizer " jogo de tabuleiro ".

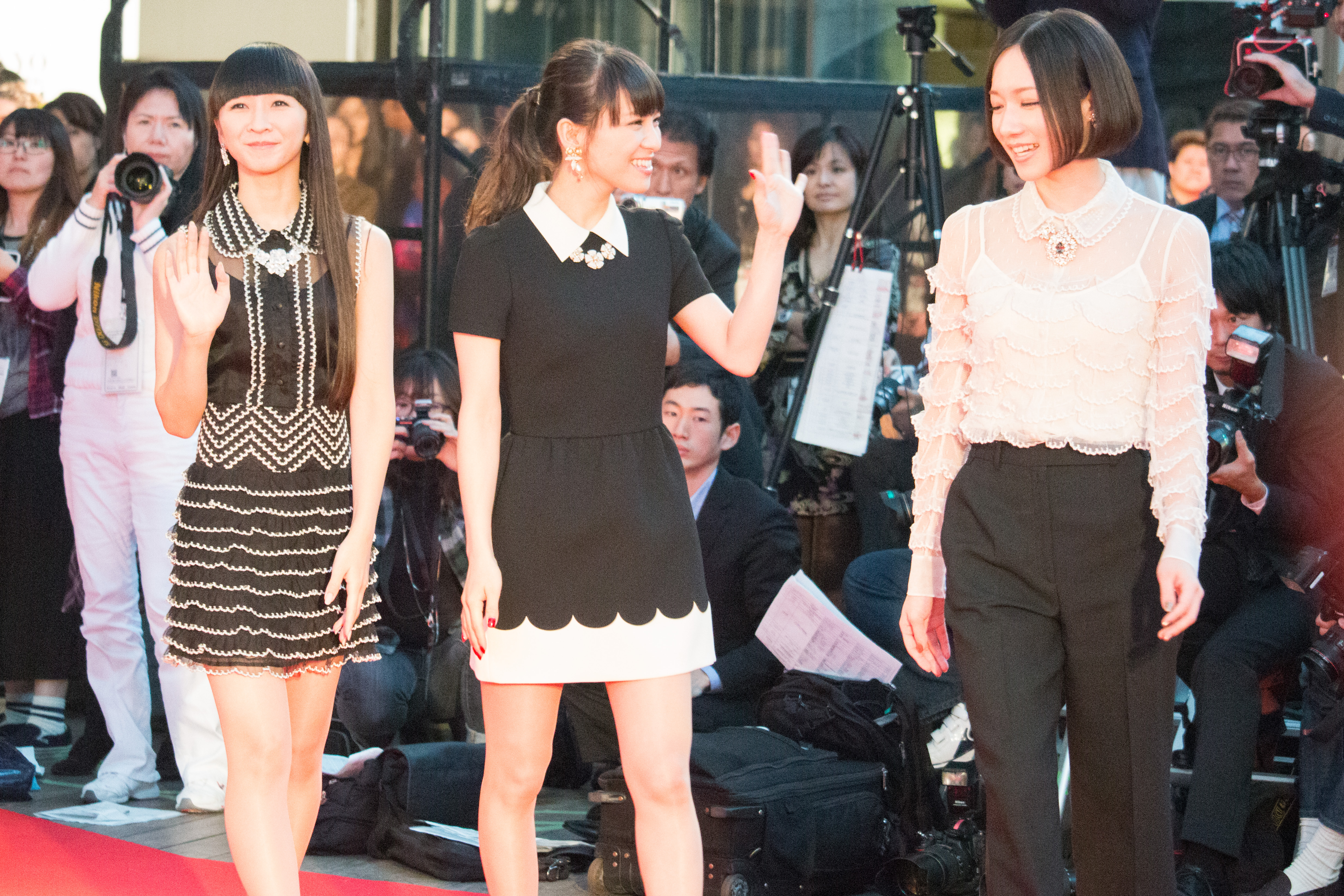
Kashiyuka, A~chan e Nocchi na Cerimônia de Abertura do 28º Festival Internacional de Cinema de Tóquio.

Em 15 de Outubro, foi lançado o single "STAR TRAIN" foi. A canção foi usada como tema do documentário de "We Are Perfume", que narrou a sua 3ª World Tour e seu desempenho no SXSW.  No dia 26 de novembro, estreou a canção "Next Stage With You", que foi inserida em a campanha de marketing do mesmo nome por Mercedes-Benz Japão.
Em 5 de dezembro, Perfume foi apresentado em um episódio de "Entertainment Nippon" pela NHK World .  O episódio detalhou a história do grupo, bem como as pessoas por trás das cenas que ajudam o sucesso de suas performances ao vivo.
Em 25 de dezembro, Perfume anunciou um quinto álbum a ser lançado na Primavera de 2016, juntamente com uma turnê nacional que o acompanha. Mais tarde foi revelado em 14 de fevereiro de 2016, intitulada "Cosmic Explorer", lançado em 06 de abril e seu 6º Tour com o mesmo nome.
Em 19 de dezembro de 2016, a revista Rolling Stone adicionou o COSMIC EXPLORER à lista "20 Melhores Álbuns Pop de 2016", lugar #16. 

### 2017 - atualmente: TOKYO GIRL e If You Wanna
Perfume lançou seu 23º single TOKYO GIRL em 15 de fevereiro de 2017, a faixa-título foi usada para drama japonês. Ele conseguiu estrear na #2 no Oricon Chart oficial.
No dia 19 de julho de 2017, Perfume anuncia em seu site oficial o lançamento do single If You Wanna, no dia 30 de agosto do mesmo ano, as canções Everyday foi usada para a propaganda para o lançamento de maquinas de lavar da empresa Panasonic, e a canção If You Wanna, foi utilizada na campanha publicitária da linha de produtos dentais Ora2 da empresa SUNSTAR.
No dia 31 de dezembro de 2017, Perfume realiza sua apresentação de final de ano da 68ª edição da Kōhaku Uta Gassen, realizada pela emissora de televisão japonesa NHK
Em 09 de março de 2018 foi anunciado o novo single do grupo, Mugem Mirai, com data de lançamento prevista para 14 de março de 2018.É o 30º single lançado por Perfume . Foi lançado em três versões: duas edições de CD + DVD limitadas e uma edição de CD regular. A faixa-título foi usada como o tema do filme Chihayafuru -Musubi- . A faixa dois, " FUSION ", foi usada plea NTT Docomo " FUTURE-EXPERIMENT VOL.01 docomo × Perfume Kyori wo Nakuse. ", Enquanto a música " FLASH " foi usada como tema para a adaptação do filme de Chihayafuru.

## Discografia
| Ano  | Álbum | Singles |
| ---- | --- | --- |
| 2002 | Sem álbum *Gravadora: Pappara Kawai | 1 - OMAJINAI★Perori (2002) 2 - Kareshi Boshuuchuu (2002) |
| 2006 | Perfume: Complete Best Lançamento: 02 de agosto de 2006 Gravadora: Tokuma Japan Communications Formatos: CD, DVD Melhor posição: #15 (+250.000)                                                          | 1 - Sweet Donuts (2003) 2 - Monochrome Effect (2004) 3 - Vitamin Drop (2004) 4 - Linear Motor Girl (2005) 5 - Computer City (2005) 6 - Electro World (2006) |
| 2008 | GAME Lançamento: 16 de abril de 2008 Gravadora: Tokuma Japan Communications Formatos: CD, DVD, Digital Melhor posição: #1 (+500.000)                                                                     | 1 - Fan Service (Sweet) (2007) 2 - Polyrhythm (2007) 3 - Baby cruising Love/Macaroni (2008)                                                                 |
| 2009 | ⊿ Lançamento: 8 de julho de 2009 Gravadora: Tokuma Japan Communications Formatos: CD, DVD, Digital Melhor posição: #1 (+332.000)                                                                         | 1 - love the world (2008) 2 - Dream Fighter (2008) 3 - One Room Disco (2009)                                                                                |
| 2011 | JPN Lançamento: 30 de novembro de 2011 Gravadora: Tokuma Japan Communications (Japão), Universal Music (Ásia) Formatos: CD, DVD, Digital Melhor posição: #1 (+341.600)                                   | 1 - Fushizen na Girl/Natural ni Koishite (2010) 2 - VOICE (2010) 3 - Nee (2010) 4 - Laser Beam/Kasuka na Kaori (2011) 5 - Spice (2011)                      |
| 2012 | Perfume Global Compilation "Love the World" Lançamento: 12 de setembro de 2012 Gravadora: Tokuma Japan Communications, Amuse Inc., UMG Internacional Formatos: CD, Digital Melhor posição: #1 (+185.008) | |
| 2013 | LEVEL3 Lançamento: 02 de outubro de 2013 Gravadora: Universal Music, Perfume Records, Wrasse (Reino Unido) Formatos: CD, DVD, LP, Digital Melhor posição: #1 (+234.294)                                  | 1 - Spring of Life (2012) 2 - Spending all my time (2012) 3 - Mirai no Museum (2013) 4 - Magic of Love (2013)                                               |
| 2016 | COSMIC EXPLORER Lançamento: 06 de abril de 2016 Gravadora: Universal Music, Perfume Records Formatos: CD, DVD, Digital Melhor posição: #1 (+189.370)                                                     | 1 - Sweet Refrain (2013) 2 - Cling Cling (2015) 3 - Relax in the City/Pick Me Up (2015) 4 - STAR TRAIN (2015) 5 - FLASH (Single Digital) (2016)             |
| 2018 | Future Pop Lançamento: 15 de agosto de 2018 Gravadora: Universal Music, Perfume Records Formatos: CD, DVD, Digital Melhor posição: #1 (+99.000 físico; +12.000 digital)                                  | 1 - TOKYO GIRL (2017) 2 - If you wanna (2017) 3 - Mugen Mirai (2018) 4 - Let Me Know (Single Digital) (2018)                                                |

### Singles Internacionais
| Ano  | Single                                   | Formato | País                   |
| ---- | ---------------------------------------- | ------- | ---------------------- |
| 2011 | Perfume Selection (Perfume)              | Digital | Coreia do Sul          |
| 2016 | I Don't Understand You (Perfume & OK Go) | Digital | Japão · Estados Unidos |
| 2016 | Perfume Medley (Pentatonix)              | Digital | Japão · Estados Unidos |

## Cinema
| Ano  | Filme                                         | Música          |
| ---- | --------------------------------------------- | --------------- |
| 2011 | Carros 2                                      | Polyrhythm      |
| 2013 | Nobita no Himitsu Dougu Hakubutsukan (Museum) | Mirai no Museum |
| 2016 | Chihayafuru                                   | Flash           |
| 2018 | Chihayafuru 3                                 | Mugen Mirai     |

## Televisão
| Ano         | Programa                      |
| ----------- | ----------------------------- |
| 2006 - 2007 | Perfume                       |
| 2008        | Speciaboys Japan              |
| 2008        | HAPPY!                        |
| 2008 - 2009 | Perfume no Ki ni Naru Ko-chan |
| 2009 - 2016 | Music Japan                   |
| 2017        | Perfume Pensees               |

### Outros
| Programa              | Aparição                                                 | Música              |
| --------------------- | -------------------------------------------------------- | ------------------- |
| American Dad          | "May the Best Stan Win"                                  | Monochrome Effect   |
| Nintendo              | "Densetsu no Stafy 3"                                    | Vitamina Drop       |
| TV NHK                | "NHK Kankyou Recycle Campaign Song"                      | Polyrhythm          |
| KDDI                  | "iida"                                                   | 575                 |
| NATURAL BEAUTY BASIC  | Campanha Publicitária                                    | Natural ni Koishite |
| Nissan                | "Nissan no Omise de!"                                    | Voice               |
| NATURAL BEAUTY BASIC  | Campanha Publicitária                                    | Nee                 |
| Kirin                 | "Kirin Chuuhai Hyouketsu"                                | Laser Beam          |
| Sengyoshufu Tantei    | Dorama                                                   | Spice               |
| Kirin                 | Campanha publicitária                                    | Glitter             |
| Kirin                 | Campanha publicitária                                    | Spring of Life      |
| KANRO                 | "KANRO Pure Gummy"                                       | Communication       |
| Kirin                 | "KIRIN Chuhai Hyoketsu"                                  | Point               |
| Kirin                 | "KIRIN Chuhai Hyoketsu Yasashii Kajitsu no 3%"           | Hurly Burly         |
| KANRO                 | "Kanro's Pure Gummy"                                     | Magic of Love       |
| Nippon TV             | Sôkai jôhô variety Sukkiri!!                             | Magic of Love       |
| TV Asahi              | "Toshi Densetsu no Onna"                                 | Sweet Refrain       |
| Chocola BB            | campanha Publicitária                                    | Cling Cling         |
| TV NHK                | "Silent Poor"                                            | Hold Your Hand      |
| Sapporo               | Sapporo Verde Aroma                                      | Relax In The City   |
| Chocola BB            | Campanha publicitária                                    | Toumei Ningen       |
| ISETAN                | Campanha publicitária                                    | Pick me Up          |
| Chocola BB            | Campanha Publicitária                                    | TOKIMEKI LIGHTS     |
| Mercedes-Benz         | Campanha publicitária                                    | Next Stage with YOU |
| Tokyo Tarareba Musume | Dorama                                                   | TOKYO GIRL          |
| SUNSTAR               | Ora2×Perfume Kuchimoto Beauty Project                    | Houseki no Ame      |
| SUNSTAR               | Sunstar Ora2                                             | If you wanna        |
| Panasonic             | Panasonic Foam Cleaning Washing Machine Campaign         | Everyday            |
| NTT Docomo            | "FUTURE-EXPERIMENT VOL.01 docomo×Perfume Kyori wo Nakuse | FUSION              |

## Rádio
| Ano               | Programa                     |
| ----------------- | ---------------------------- |
| 2004              | Perfume Planet               |
| 2004 - 2006       | Perfume no Dokki Doki on Air |
| 2006 - 2008       | Perfume no Magical City      |
| 2007 - 2008       | Perfume no Panpaka Party     |
| 2008 - Atualmente | Perfume LOCKS!               |

## Photobooks
| Data                    | Photobooks                          | Observações                       |
| ----------------------- | ----------------------------------- | --------------------------------- |
| 17 de dezembro de 2008  | Perfume Portfolio                   |                                   |
| 17 de dezembro de 2009  | Perfume Livefolio                   |                                   |
| 04 de fevereiro de 2011 | Perfume LIVE@Tokyo Dome 12345678910 | somente membros do fã-clube P.T.A |
| 26 de abril de 2014     | Perfume 4th Tour in DOME ｢LEVEL3｣   | somente membros do fã-clube P.T.A |

## Livros
| Ano  | Livro                  |
| ---- | ---------------------- |
| 2015 | Fan Service [TV Bros.] |

## Prêmios
| Ano  | Cerimônia                                         | Prêmio                        | Obra                          | Resultado |
| ---- | ------------------------------------------------- | ----------------------------- | ----------------------------- | --------- |
| 2008 | 50th Japan Record Awards                          | Prêmio de excelência          | "GAME"                        | Venceu    |
| 2009 | Best Hits Kayosai                                 | Artista de Ouro               | "Perfume"                     | Venceu    |
| 2009 | CD Shop Awards                                    | Sub Grabd Prix Award          | "GAME"                        | Venceu    |
| 2009 | MTV Video Music Awards Japan                      | MVA Best Choreography Video   | "Dream Fighter"               | Venceu    |
| 2010 | Mnet Asian Music Awards                           | Prêmio de Melhor Pop asiático | "Perfume"                     | Venceu    |
| 2012 | MTV Video Music Awards Japan                      | Melhor Vídeo de Dança         | "Laser Beam"                  | Venceu    |
| 2012 | Japan Media Arts Festival                         | Arte Digital Interativa       | "Perfume Global Site Project" | Venceu    |
| 2013 | Cannes Lions International Festival of Creativity | Cyber Division Award          | "Perfume Global Site Project" | Venceu    |
| 2014 | MTV Video Music Awards Japan                      | Melhor Vídeo de Dança         | "Magic Of Love"               | Venceu    |
| 2016 | Space Shower Music Video Awards                   | Melhor Produção ao Vivo       | "Team Perfume"                | Venceu    |